# Mezidimestan Kadınefendi
Mezidimestan Kadınefendi (3. března 1869 – 21. ledna 1909) byla manželka osmanského sultána Abdulhamida II.

## Životopis
Mezidimestan se narodila jako dcera Kaymata Beye Mikanby a jeho ženy, princezny Feryal Marşan. Její otec byl abchazský šlechtic a její matka byla princezna z královské rodiny Marşan-Abaza. Byla sestřenicí Nazikedy Kadin, která byla ženou sultána Mehmeda VI. Její rodné jméno bylo Kadriye Mikanba. Ve velmi nízkém věku byla darována do paláce Yıldız jako služebná. Brzy si jí všiml sultán Abdulhamid a oženil se s ní v únoru 1885 v tomtéž paláci, který byl v té době sultánskou rezidencí. Měla ve zvyku být velmi plachá. Byla vysoká, měla vlasy barvy tmavé kávy a hnědé oči.
Rok po sňatku porodila svého jediného syna Şehzade Mehmed Burhaneddina, který byl nejoblíbenějším synem sultána. Hidayet Hanim, sestra princezny Leyly Achby, byla její dvorní dámou. Měla sídlo v zahradě u paláce Yıldız. Zemřela tři měsíce před abdikací svého manžela v lednu 1909 a byla pohřbena na hřbitově Yahyi Efendiho.